# Плотников, Алексей Владимирович (хоккеист, 1975)
Алексей Владимирович Плотников (род. 11 октября 1975, Уфа) — российский хоккеист, защитник. Мастер спорта России.

## Биография
Воспитанник «Салавата Юлаева», тренер Владимир Воробьёв.
В сезоне 1991/92 дебютировал в команде второй лиги «Авангард» Уфа, со следующего сезона стал выступать за «Новойл». В сезонах 1994/95 — 1997/98 играл также за «Салават Юлаев». Выступал за команды СКА-«Амур» / «Амур» Хабаровск (1998/99 — 2001/02, 2004/05), «Самородок» Хабаровск (2001/02), за белорусские клубы «Неман» Гродно (2002/03), «Керамин» Минск (2003/04, 2007/08 — 2009/10), «Металлург» Жлобин (2006/07, 2010/11 — 2013/14), «Шахтёр» Солигорск (2014/15), «Брест» (2015/16). В сезоне 2005/06 играл в России за «Салават Юлаев» и «Трактор».
До сезона 1997/98 выступал вместе с братом-близнецом Вадимом, который завершил карьеру в 23 года.

## Достижения
- Бронзовый призёр чемпионата России (2): МХЛ-1994/95, РХЛ-1996/97 («Салават Юлаев»).
- Чемпион высшей лиги России 2005/06 («Трактор»)
- Чемпион Белоруссии (3): 2007/08 («Керамин»), 2011/12 («Металлург»), 2014/15 («Шахтёр»).
- Серебряный призёр чемпионата Белоруссии (3): 2002/03, 2003/04 («Керамин»), 2012/13 («Металлург»).
- Бронзовый призёр чемпионата Белоруссии 2010/11 («Металлург»)[2].